# Lunds ASK
Lunds ASK, pełna nazwa Lunds Akademiska Schackklubb – szwedzki klub szachowy z siedzibą w Lund, dziesięciokrotny mistrz kraju.

## Historia
Klub został założony 30 października 1906 roku w ramach stowarzyszenia akademickiego uniwersytetu w Lund. Następnie klub rozgrywał mecze towarzyskie. Jego rozwiązanie nastąpiło w 1920 roku. W 1955 roku klub został reaktywowany. W 1958 roku zespół po raz pierwszy wygrał ligę Allskånskan, rok później powtórzył to osiągnięcie. W 1964 roku zespół awansował do Division I. W sezonie 1964/1965 klub zdobył mistrzostwo Szwecji. Skład drużyny stanowili wówczas m.in. Kjell Krantz, Göran Broström, Rolf Martens, Dan Cederberg i Sven Asker. W latach 60. i 70. Lunds ASK był czołowym klubem szwedzkim, wygrywając ligę jeszcze siedmiokrotnie: w latach 1966–1967, 1970, 1972 i 1976–1978. W sezonie 1975/1976 zespół zadebiutował w Pucharze Europy. Szwedzki klub dotarł wówczas do półfinału po wygranych z GS Banco di Roma i TSU Hajfa. W półfinale pucharu Lunds ASK uległ natomiast Buriewiestnikowi Moskwa. W sezonie 1977/1979 Pucharu Europy klub odpadł w pierwszej rundzie z Gambiitti Helsinki. W 1982 roku zespół spadł do Division II, a rok później powrócił do najwyższej klasy rozgrywkowej. W latach 1984 i 1986 zespół zajął trzecie miejsce w Division I. Po reformie rozgrywek i utworzeniu Elitserien Lunds ASK zakwalifikował się do niej w 1988 roku. W 1991 roku nastąpił spadek z ligi, a w 1992 roku ponowny awans do Elitserien. W roku 1993 klub zdobył Puchar Szwecji po pokonaniu w finale SK Rockaden Stockholm. W składzie drużyny znajdowali się wówczas Ludvig Sandström, Pontus Sjödahl, Christian Jepson, Mats Andersson i Tiger Hillarp Persson. W 1995 roku klub spadł z Elitserien, a następnie z powodu trudności finansowych na swój wniosek został zdegradowany do Division II. W 1998 roku klub awansował do Division I z takimi zawodnikami w składzie, jak Jan Piński, Dominik Pędzich, Tõnu Õim i Friedrich Baumbach. W następnym roku klub uzyskał awans do Elitserien. W sezonie 1999/2000 Lunds ASK zajął szóste miejsce w Elitserien, a w jego składzie znajdowali się wówczas m.in. Sune Berg Hansen, Helgi Áss Grétarsson, Emanuel Berg, Jesper Hall, Jan Piński i Hans Tikkanen. W 2001 roku klub był czwarty w lidze. W sezonie 2006/2007 zespół zdobył wicemistrzostwo kraju, ulegając jedynie Sollentuna SK. Sezon później uzyskano trzecie miejsce w Elitserien. W 2009 roku zespół zajął czwartą pozycję w lidze, a w sezonie 2009/2010 – kolejne wicemistrzostwo. W sezonie 2010/2011 Lunds ASK zdobył mistrzostwo Szwecji, kończąc rozgrywki przed SK Team Viking i SK Rockaden Stockholm. W kadrze zespołu znajdowali się wówczas m.in. Jan Smeets, Kaido Külaots, Tiger Hillarp Persson, Axel Smith, Nils Grandelius, Hans Tikkanen i Jesper Hall. W 2011 roku, po ponad 30 latach nieobecności, szwedzki klub wystąpił w Pucharze Europy. Zespół odniósł wówczas zwycięstwa z K41, İSEK SK, ŽŠK Maribor i SG Zürich, a przegrał z Petersburgiem, SOCAR-Azerbaijan i Bosną Sarajewo, zajmując w klasyfikacji końcowej 26. miejsce. Sezon 2011/2012 zespół ukończył na drugim miejscu w lidze, a dwa kolejne – na trzecim. W 2015 roku zespół uzyskał wicemistrzostwo kraju, a w latach 2016–2017 zajął trzecie miejsce. W sezonie 2018/2019 szachiści klubu zdobyli mistrzostwo kraju. W Pucharze Europy klub zajął 28. miejsce, wygrywając cztery mecze i przegrywając trzy. W 2020 roku klub zdobył tytuł wicemistrzowski. Osiągnięcie to zostało powtórzone w sezonie 2022/2023.

## Arcymistrzowie w historii klubu
- Pepe Cuenca[26]
- Henrik Danielsen[27]
- Sipke Ernst[28]
- Nils Grandelius[29]
- Helgi Áss Grétarsson[6]
- Sune Berg Hansen[6]
- Leif Johannessen[30]
- Tiger Hillarp Persson[31]
- Kaido Külaots[13]
- Lars Schandorff[7]
- Daniel Semcesen[32]
- Jan Smeets[14]
- Aryan Tari[33]
- Jesper Søndergaard Thybo[34]
- Hans Tikkanen[29]